# Redavalle
Redavalle là một đô thị ở tỉnh Pavia trong vùng Lombardia của Ý, có cự ly khoảng 50 km về phía nam của Milan và khoảng 15 km về phía nam của Pavia.
Redavalle giáp các đô thị sau: Barbianello, Broni, Pietra de' Giorgi, Santa Giuletta.